# Kathetostoma canaster
Kathetostoma canaster är en fiskart som beskrevs av Martin F. Gomon och Last, 1987. Kathetostoma canaster ingår i släktet Kathetostoma och familjen Uranoscopidae. Inga underarter finns listade i Catalogue of Life.